# Dame un beso (canción de Yuri)
Dame un beso es una canción y el segundo sencillo oficial del sexto álbum de estudio Yo te pido amor de la cantante y compositora mexicana Yuri. El tema fue escrita por Difelisatti junto con J.R. Florez y publicada bajo el sello discográfico EMI Capitol Records a principio del año, en enero de 1986.
La canción la interpretó también en el programa La Voz Chile en 2021 cuando fue entrenador en una temporada de ese país.

## Lista de canciones

### CD - Promo[6]
| Dame Un Beso — Single |                |          |  |
| N.º                   | Título         | Duración |  |
| 1.                    | «Dame Un Beso» | 3:08     |  |
| 2.                    | «Déjala»       | 3:34     |  |

## Posiciones en las listas
| Listas                                   | Posición |
| ---------------------------------------- | -------- |
| Estados Unidos Billboard Hot Latin Songs | 28       |
| México (Top 100)                         | 10       |